# Mūnah
Mūnah (persiska: مونه, Mūneh) är en ort i Iran.   Den ligger i provinsen Kohgiluyeh och Buyer Ahmad, i den centrala delen av landet, 500 km söder om huvudstaden Teheran. Mūnah ligger 1 171 meter över havet och antalet invånare är 551.
Terrängen runt Mūnah är bergig norrut, men söderut är den kuperad. Runt Mūnah är det ganska glesbefolkat, med 47 invånare per kvadratkilometer. Närmaste större samhälle är Landeh, 6,5 km sydost om Mūnah. Omgivningarna runt Mūnah är i huvudsak ett öppet busklandskap.